# Syspira alayoni
Espèce
Syspira alayoni est une espèce d'araignées aranéomorphes de la famille des Miturgidae.

## Distribution
Cette espèce est endémique de la province de Barahona en République dominicaine,. Elle se rencontre dans le parc national Sierra Martín García.

## Description
La femelle holotype mesure 7,8 mm.

## Étymologie
Cette espèce est nommée en l'honneur de Giraldo Alayón García.

## Publication originale
- Sánchez-Ruiz, Santos, Brescovit & Bonaldo, 2020 : « The genus Syspira Simon, 1895 (Araneae: Miturgidae) from Hispaniola, with the description of four new species. » Zootaxa, no 4894(3), p. 413-431.